# بادبان‌بندی

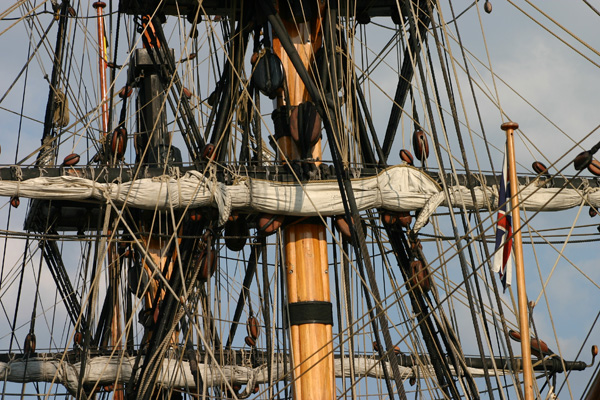
بادبان‌بندی در کشتی اندِوِر که نمونه دقیقی از کشتی ناخدا جیمز کوک به همین نام است.

بادبان‌بندی، یا طناب‌بندی، در دریانوردی، به مجموعه همه ابزارهایی گفته می‌شود که در انتقال نیروی باد به بدنه قایق یا کشتی بادبانی نقش دارد. این ابزارها عمدتا عبارتند از بادبان‌ها، دکل‌ها، تیرک‌ها و طناب‌ها.